# Medal Honorowy im. Remingtona
Medal Honorowy imienia Remingtona (The Remington Honor Medal) – nagroda przyznawana co roku od 1918 w Stanach Zjednoczonych dla najbardziej wyróżniającego się farmaceuty w Ameryce. 
Odznaczenie jest przyznawane za osiągnięcia lub za działalność podczas danego roku. Nazwane na cześć farmaceuty i wytwórcy Josepha P. Remingtona (1847-1918). Medal ten jest najwyższym odznaczeniem w dziedzinie farmaceutyki.

## Zdobywcy Medalu
- 1919 James Hartley Beal
- 1920 John Uri Lloyd
- 1922 Henry Vincome Arny
- 1923 Henry Hurd Rusby
- 1924 George Mahlon Beringer
- 1925 Henry Milton Whelpley
- 1926 Henry A. B. Dunning
- 1928 Charles H. LaWall
- 1929 Wilbur Lincoln Scoville
- 1930 Edward Kremers
- 1931 Ernest Fullerton Cook
- 1932 Eugene G. Eberle
- 1933 Evander F. Kelly
- 1934 Sir Henry S. Wellcome
- 1935 Samuel Louis Hilton
- 1936 Edmund N. Gathercoal
- 1937 J. Leon Lascoff
- 1938 Henry C. Christensen
- 1940 Robert L. Swain
- 1941 George D. Beal
- 1942 Josiah K. Lilly
- 1943 Robert P. Fischelis
- 1944 H. Evert Kendig
- 1945 Joseph Rosin
- 1947 Rufus Ashley Lyman
- 1948 Andrew Grover DuMez
- 1949 Ernest Little
- 1950 Edwin Leigh Newcomb
- 1951 Hugo H. Schaefer
- 1952 Patrick Henry Costello
- 1953 Hugh C. Muldoon
- 1955 Roy Bird Cook
- 1956 Frank W. Moudry
- 1957 W. Paul Briggs
- 1958 Eli Lilly
- 1959 Justin L. Powers
- 1960 Ivor Griffith
- 1962 Harry J. Anslinger
- 1963 Glenn. L. Jenkins
- 1964 Robert A. Hardt
- 1965 K. K. Chen
- 1967 William S. Apple
- 1969 George F. Archambault
- 1970 Donald E. Francke
- 1971 Linwood F. Tice
- 1972 Glenn Sonnedecker
- 1973 Grover C. Bowles
- 1974 Lloyd M. Parks
- 1975 Albert Doerr
- 1976 Melvin W. Greess
- 1977 David J. Krigstein
- 1978 Eugene V. White
- 1980 Joseph D. Williams
- 1983 Takeru Higuchi
- 1984 William M. Heller
- 1985 William L. Blockstein
- 1986 Irving Rubin
- 1987 Gloria Niemeyer Francke
- 1988 Peter P. Lamy
- 1989 Lawrence C. Weaver
- 1990 Joseph A. Oddis
- 1991 George B. Griffenhagen
- 1992 Jere E. Goyan
- 1993 Robert C. Johnson
- 1994 James T. Doluisio
- 1995 Max W. Eggleston
- 1996 Maurice Q. Bectel
- 1997 C. Douglas Hepler, Linda M. Strand
- 1998 Kenneth N. Barker
- 1999 Carl F. Emswiller Jr.
- 2000 Daniel A. Nona
- 2001 Jerome A. Halperin
- 2002 Richard P. Penna
- 2003 Mary Louise Andersen
- 2004 Lowell J. Anderson
- 2005 Robert J. Osterhaus
- 2006 Robert D. Gibson
- 2007 Ernest Mario
- 2008 J. Lyle Bootman
- 2009 John A. Gans
- 2010 Mary Anne Koda-Kimble
- 2011 Paul W. Lofholm